# Suize
Pour les articles homonymes, voir Suize (homonymie).
La Suize est un cours d'eau situé dans le département de la Haute-Marne en région Grand Est et un affluent gauche de la Marne, donc un sous-affluent du fleuve Seine.

## Géographie
Elle prend sa source sur le territoire de la commune de Courcelles-en-Montagne sur le plateau de Langres, à 444 m d'altitude.
La Suize parcourt une quarantaine de kilomètres globalement du sud vers le nord, avant de se jeter dans la Marne au nord de Chaumont, après avoir contourné la ville par l'ouest, en passant par Brottes, à 252 m d'altitude.
La pente moyenne est donc de 4 m/km. Cependant sur les 13 premiers kilomètres, la rivière a une pente bien plus marquée (7 m/km en moyenne) tandis qu'en aval la pente peut se réduire localement à 1 m/km (moyenne de 2,5 m/km). Les méandres se multiplient donc sur cette section aval. Cependant, quelle que soit la pente, les pertes karstiques et la faiblesse du débit assèchent le cours de la rivière un peu partout (jusqu'à Chaumont, au confluent), souvent sur d'assez longues périodes.
Plusieurs failles dans le sous-sol occasionnent des pertes et la Suize disparaît sur un plateau calcaire avant de resurgir à Ormancey.
Les légendes racontent que la Suize a longtemps marqué à Villiers-sur-Suize, la limite des seigneuries et que les sorciers venaient se réfugier sur la berge de la seigneurie qui lui était la plus favorable.

### Communes et cantons traversés
Dans le seul département de la Haute-Marne, la Suize traverse les onze communes suivantes, de l'amont vers l'aval, de Courcelles-en-Montagne (source), Voisines, Mardor, Ormancey, Marac, Faverolles, Villiers-sur-Suize, Leffonds, Foulain, Neuilly-sur-Suize, Chaumont (confluence).
Soit en termes de cantons, la Suize prend source dans le canton de Villegusien-le-Lac, traverse les canton de Langres et canton de Châteauvillain, conflue dans le canton de Chaumont-3, le tout dans les deux arrondissement de Langres et arrondissement de Chaumont.

### Toponymes
La Suize a donné son nom aux deux communes suivantes de Neuilly-sur-Suize et de Villiers-sur-Suize.

### Bassin versant
La Suize traverse une seule zone hydrographique 'La Suize de sa source au confluent de la Marne (exclu)' (F505) de 277 km2 de superficie. Ce bassin versant est constitué à 54,06 % de « territoires agricoles », à 40,95 % de « forêts et milieux semi-naturels », à 4,85 % de « territoires artificialisé ».

## Affluents
La Suize a six tronçons affluents référencés dont deux bras :
- La Prele,
- bras de la Suize, avec le ruisseau du Poisel, avec un affluent :
  - le ruisseau du Breuil,
- Ruisseau du Pré des Saules,
- Bras de la Suize, avec le ruisseau des Sointures, avec un affluent :
  - le ruisseau de l'Étang,
- Ruisseau de Combe Emery,
- La Suize.

### Rang de Strahler
Donc son rang de Strahler est de trois.

## Hydrologie
La Suize a été observée aux deux stations hydrographiques de Villiers-sur-Suize (H5033310), pour un bassin versant de 82,7 km2  à l'altitude de 328 m avec un module de 1,060 m3/s et de Chaumont (H5033340), pour un bassin versant de 144 km2  à l'altitude de 264 m avec un module de 0,827 m3/s.

### La Suize à Chaumont
Le module ou moyenne annuelle de son débit est à Chaumont de 0,827 m3/s.

### Étiage ou basses eaux
À l'étiage, c'est-à-dire aux basses eaux, le VCN3, ou débit minimal du cours d'eau enregistré pendant trois jours consécutifs sur un mois, en cas de quinquennale sèche s'établit à 0,001 m3/s, ce qui est sévère,.

### Crues
Le débit journalier maximal a été observé le 11 mars 2006 pour 17,80 m3/s. Le débit instantané maximal a été observé le 4 mai 2013 avec 18,60 m3/s tandis que la hauteur maximale instantanée de 168 cm soit 1,68 m a été enregistrée le 1er décembre 1996.
Le QIX 10 est de 12 m3/s, le QIX 20 est de 14 m3/s et le QIX 50 est de 16 m3/s, tandis que le QIX 2 est de 8,1 m3/s, le QIX 5 est de 11 m3/s.

### Lame d'eau et débit spécifique
La lame d'eau écoulée dans cette partie du bassin versant de la rivière est de 182 millimètres annuellement, ce qui est inférieur d'un bon tiers à la moyenne en France. Le débit spécifique (Qsp) atteint 5,7 litres par seconde et par kilomètre carré de bassin.

#### Galerie

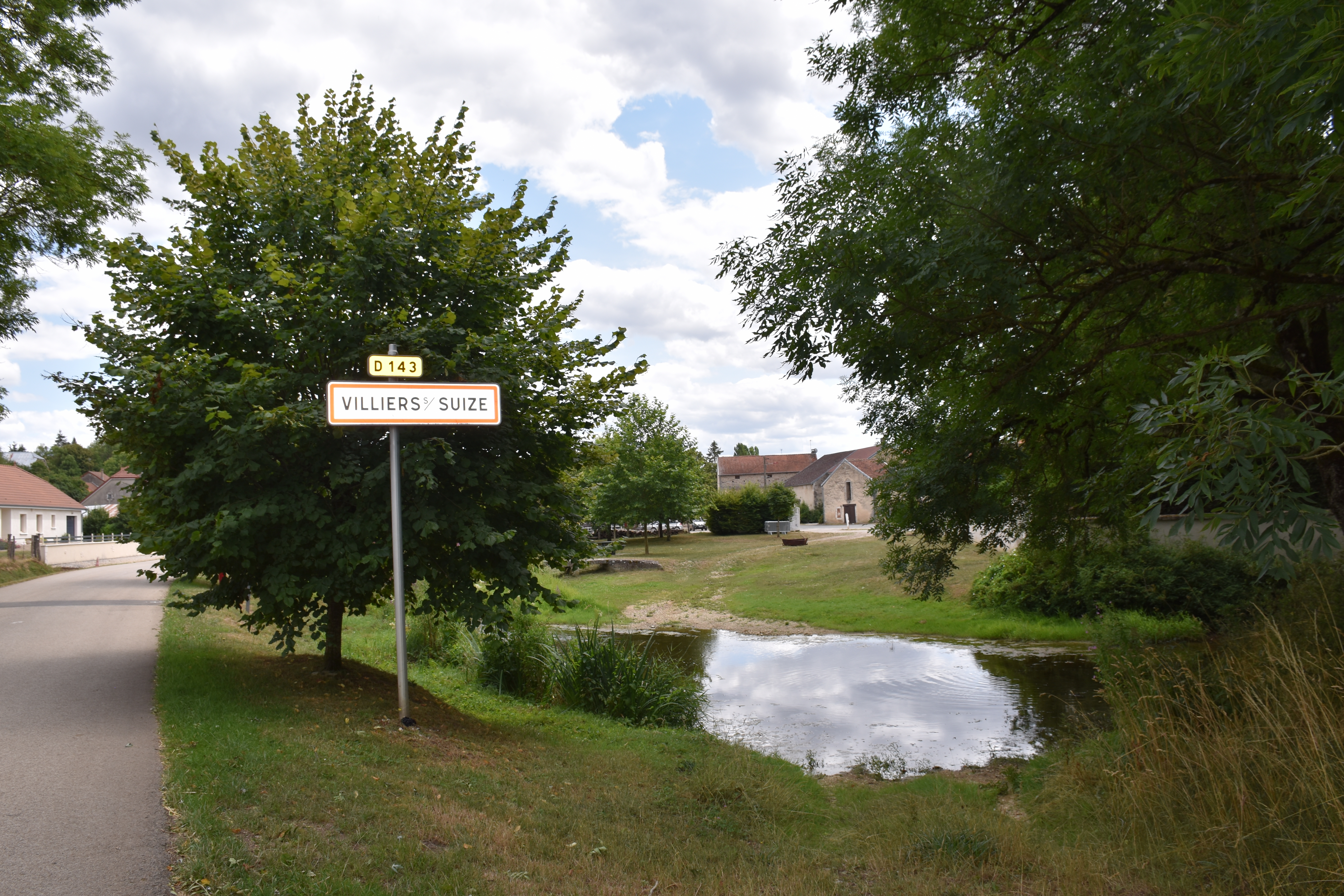
La Suize à l'entrée de Villers-sur-Suize.
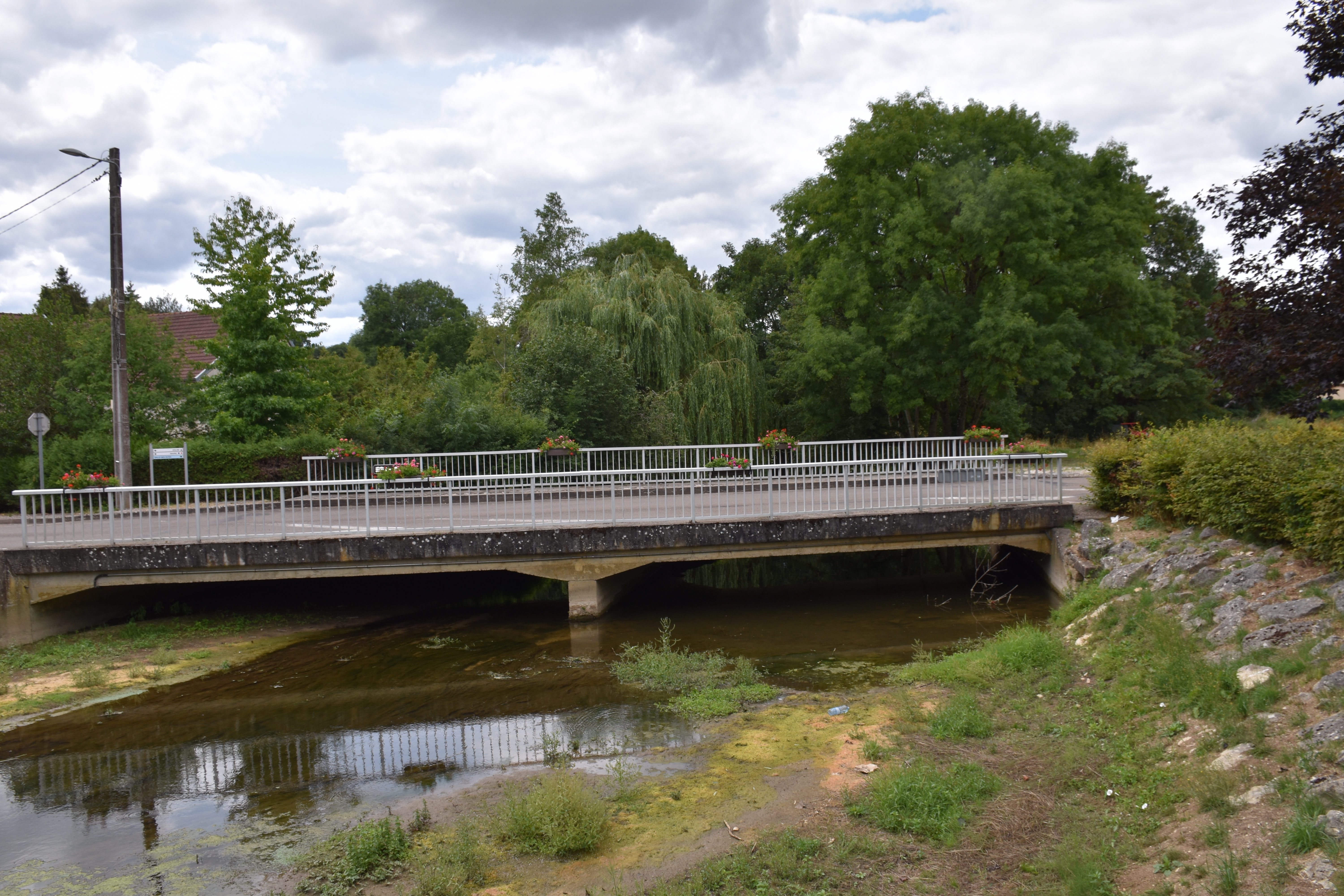
Le pont sur la Suize à Crenay.
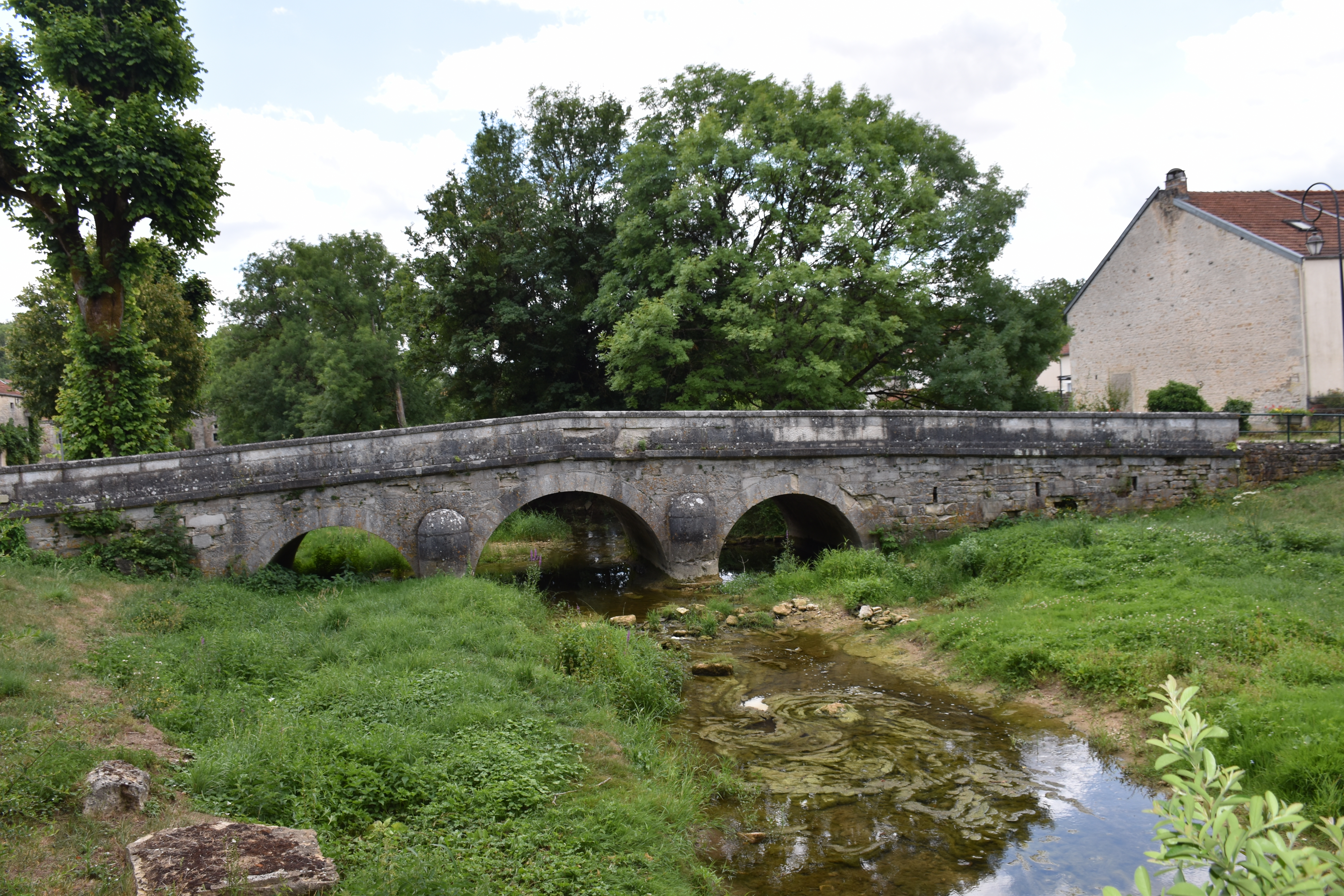
Le premier pont sur La Suize à Neuilly-sur-Suize.
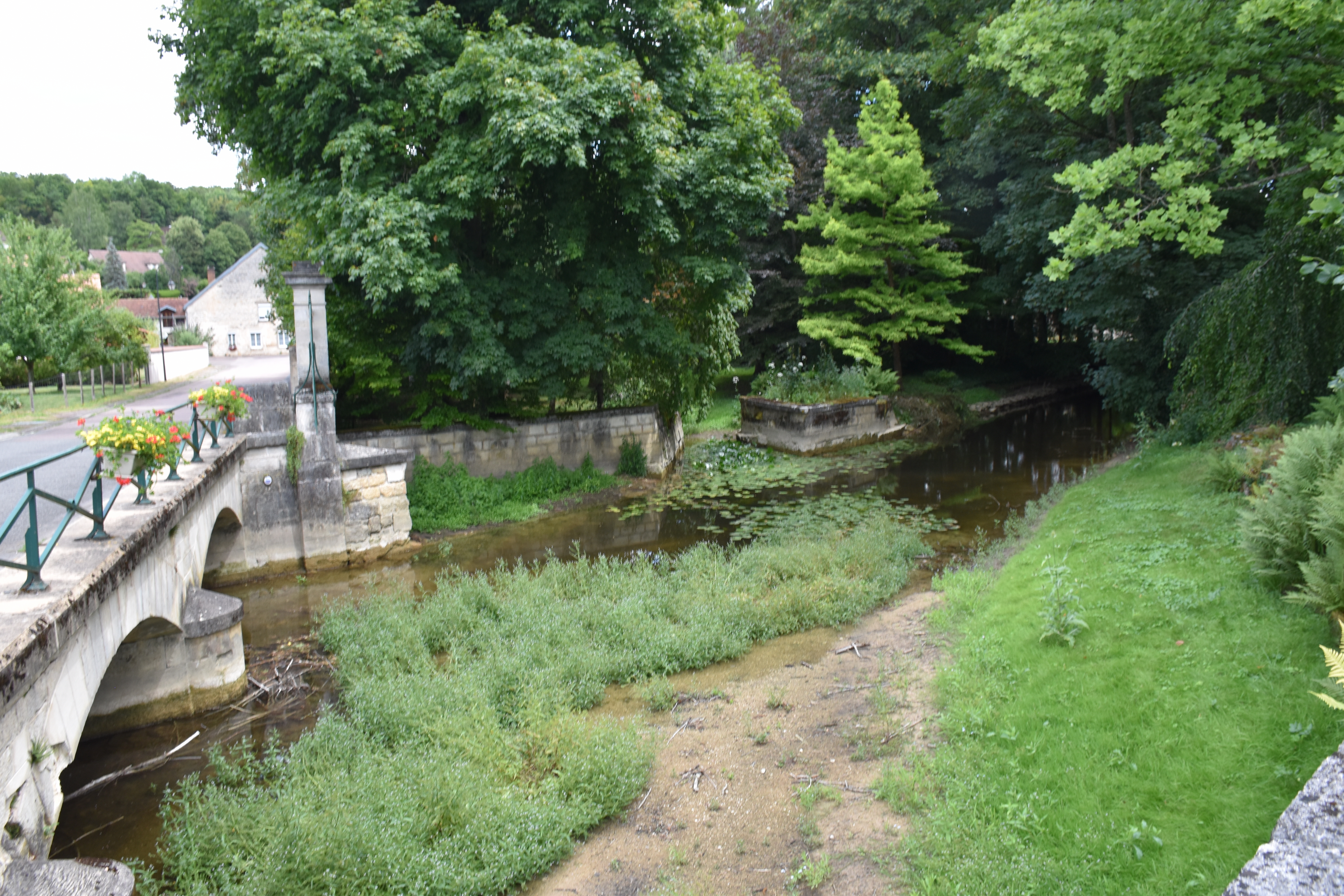
Le second pont sur La Suize à Neuilly-sur-Suize.

## Aménagements et écologie
La Suize fait l'objet d'une ZNIEFF de type 1 'Vallée de la Suize, Combe Emery et Combe de La Loge au nord de Villiers-sur-Suize' pour une superficie de 163 hectares.

### Pêche et AAPPMA
Deux AAPPMA sont situées sur la Suize, celles de Neuilly-sur-Suize et celle de Chaumont.